# Idaea dissidiata
Idaea dissidiata là một loài bướm đêm trong họ Geometridae.